# Сан-Салвадор (Мірандела)
Сан-Салвадор (порт. São Salvador; МФА: [ˈsɐ̃w saɫ.vɐ.ˈdoɾ]) — парафія в Португалії, у муніципалітеті Мірандела. Розташована в північно-східній частині країни, на теренах історичної португальської провінції Трансмонтана. Входить до складу округу Браганса. За адміністративним поділом, чинним до 1976 року, терени парафії були складовою провінції Трансмонтана і Верхнє Дору. Належить до Брагансько-Мірандської діоцезії Католицької церкви. Патрон — Ісус Христос. Площа — 14,2130 км². Населення — 223 ос. (2011). Слабо урбанізований регіон. Густота населення — 15,69 осіб/км²
. Код — 040728.

## Населення
| Кількість мешканців | Кількість мешканців | Кількість мешканців | Кількість мешканців | Кількість мешканців | Кількість мешканців | Кількість мешканців | Кількість мешканців | Кількість мешканців | Кількість мешканців | Кількість мешканців | Кількість мешканців | Кількість мешканців | Кількість мешканців | Кількість мешканців |
| ------------------- | ------------------- | ------------------- | ------------------- | ------------------- | ------------------- | ------------------- | ------------------- | ------------------- | ------------------- | ------------------- | ------------------- | ------------------- | ------------------- | ------------------- |
| 1864                | 1878                | 1890                | 1900                | 1911                | 1920                | 1930                | 1940                | 1950                | 1960                | 1970                | 1981                | 1991                | 2001                | 2011                |
| 355                 | 325                 | 356                 | 345                 | 349                 | 311                 | 355                 | 404                 | 391                 | 437                 | 308                 | 339                 | 275                 | 295                 | 223                 |